# Bruce Poliquin
Bruce Lee Poliquin (Waterville, 1º novembre 1953) è un politico statunitense, membro della Camera dei Rappresentanti per lo stato del Maine dal 2015 al 2019.

## Biografia
Nato a Waterville, Poliquin studiò economia ad Harvard e successivamente lavorò come uomo d'affari.
Entrato in politica con il Partito Repubblicano, nel 2010 si candidò alla carica di governatore del Maine ma si classificò solo settimo nelle primarie che vennero vinte da Paul LePage. L'anno successivo tuttavia Poliquin fu scelto come Tesoriere di stato del Maine.
Nel 2012 annunciò la propria candidatura al seggio del Senato lasciato vacante dalla compagna di partito Olympia Snowe, ma anche questa volta venne sconfitto nelle primarie. Due anni dopo si candidò alla Camera dei Rappresentanti e riuscì ad essere eletto battendo l'avversaria democratica.
Ideologicamente Poliquin si configura come conservatore.